# جامعة تمبل
جامعة تمبل (بالإنجليزية: Temple University)‏ هي جامعة بحثية عامة مقرها مدينة فيلادلفيا بولاية بنسلفانيا الأمريكية. أسسها القس المعمداني راسل كونويل (1843 ـ 1925) سنة 1884.
ينتظم في الدراسة بجامعة تمبل ما يربو على 37 ألف طالب في مراحل الدراسة الجامعية الأولى والدراسات العليا (حسب إحصاء سنة 2014) في أكثر من 400 برنامج أكاديمي، وذلك في سبعة مقرات جامعية في ولاية بنسلفانيا، إلى جانب مقرات جامعية خارج الولايات المتحدة في كل من روما وطوكيو وسنغافورة ولندن. وتعد جامعة تمبل واحدة من أكبر المؤسسات التعليمية الأمريكية المضطلعة بالتعليم في المجالات المهنية (القانون والطب والصيدلة وطب الأسنان والعمارة)، وتقوم على تخريج الجانب الأكبر من المهنيين في ولاية بنسلفانيا.

## من أبرز الأساتذة
- آرثر واسكو
- إسماعيل راجي الفاروقي
- جورج جربنر
- غابرييلا شاليف
- موليفي كيتي أسانتي

## وصلات خارجية
- الموقع الرسمي للجامعة (بالإنجليزية)